# République transpadane
1796–1797
Entités précédentes :
- République de Venise
- Saint-Empire :
-  Duché de Milan
-  Duché de Mantoue
-  Principauté épiscopale de Trente

Entités suivantes :
- République cisalpine

La République transpadane (de Padus, Pô) est une « république sœur » de la République française, proclamée par le général Bonaparte, le 15 novembre 1796 à Milan. Son territoire correspond à l'ancien duché de Milan (Lombardie). 
Le 27 juin 1797, les républiques cispadane et transpadane furent réunies en une République cisalpine.

## Histoire
Après l'entrée de Bonaparte en Italie, le 10 avril 1796, les troupes françaises envahirent la Lombardie, et occupèrent des villes qui dépendaient tant de l'empire d'Autriche (Mantoue) que des États pontificaux (Bologne, Ferrare). À l'automne 1796, les États héréditaires de la maison d'Este (Modène, Reggio, Massa-et-Carrare) furent également occupés.
Au fur et à mesure, des républiques locales furent proclamées : républiques ferraraise, bolonaise, reggiane, modénaise, etc.
Tandis que se constituait au sud du Pô la république cispadane, une République transpadane fut proclamée au nord du Pô, succédant à l'Administration générale de la Lombardie créée par Bonaparte en mai (limitée à Milan et au Mantouan).
Au printemps suivant, Brescia, Bergame et Crema, villes dépendant de Venise, se proclamèrent républiques indépendantes. Le 29 juin 1797, Milan, Bergame, Crema et leurs dépendances s'unirent à la république cispadane (Modène, Bologne, Reggio, Massa et Carrare) pour donner naissance à la République cisalpine, à laquelle Brescia, le Mantouan, Ferrare et la Romagne s'unirent plus tard.